# Lista de personagens da série Injustice
O anexo a seguir é uma lista dos personagens que fazem parte do universo da série Injustice. Os personagens que somente fizeram uma participação especial no jogo ou na história em quadrinhos não estão citados no artigo.

## Personagens
Aparições nos jogos de luta
| Personagem                      | IGAU | IGAU (Mobile) | I2  | I2 (Mobile) |
| Adão Negro                      | Sim  | Sim           | Sim | Sim         |
| Apocalipse                      | Sim  | Sim           | Não | Não         |
| Aquaman                         | Sim  | Sim           | Sim | Sim         |
| Ares                            | Sim  | Sim           | Não | Não         |
| Arkham Knight                   | Não  | Sim           | Não | Não         |
| Arlequina                       | Sim  | Sim           | Sim | Sim         |
| Arqueiro Verde                  | Sim  | Sim           | Sim | Sim         |
| Arraia Negra                    | Não  | Não           | 1   | Não         |
| As Tartarugas Ninja             | Não  | Não           | 1   | Não         |
| Asa Noturna (Damian Wayne)      | 2    | Sim           | Não | Não         |
| Asa Noturna (Dick Grayson)      | Sim  | Sim           | Não | Não         |
| Atrócitus                       | Não  | Não           | Sim | Não         |
| Bane                            | Sim  | Sim           | Sim | Sim         |
| Batgirl (Barbara Gordon)        | 1    | Sim           | Não | Não         |
| Batgirl (Cassandra Cain)        | Não  | Sim           | Não | Não         |
| Batman (Bruce Wayne)            | Sim  | Sim           | Sim | Sim         |
| Batman (Terry McGinnis)         | Não  | Sim           | Não | Não         |
| Batman (Thomas Wayne)           | Não  | Sim           | Não | Não         |
| Besouro Azul                    | Não  | Não           | Sim | Não         |
| Bizarro                         | Não  | Não           | 2   | Não         |
| Brainiac                        | Não  | Não           | Sim | Não         |
| Canário Branco                  | Não  | Não           | Não | Sim         |
| Canário Negro                   | Não  | Não           | Sim | Sim         |
| Capitão Frio                    | Não  | Não           | Sim | Sim         |
| Capuz Vermelho                  | Não  | Não           | 1   | Não         |
| Ciborgue                        | Sim  | Sim           | Sim | Sim         |
| Coringa                         | Sim  | Sim           | Sim | Sim         |
| Crocodilo                       | Não  | Sim           | Não | Não         |
| Darkseid                        | Não  | Sim           | Sim | Não         |
| Eléktron                        | Não  | Não           | 1   | Não         |
| Espantalho                      | Não  | Não           | Sim | Sim         |
| Estelar                         | Não  | Não           | 1   | Sim         |
| Exterminador                    | Sim  | Sim           | Não | Não         |
| Flash (Barry Allen)             | Sim  | Sim           | Sim | Sim         |
| Flash (Jay Garrick)             | Não  | Sim           | 2   | Não         |
| Flash (Wally West)              | Não  | Sim           | Não | Não         |
| Flash Reverso                   | Não  | Sim           | 2   | Sim         |
| Gorila Grodd                    | Não  | Não           | Sim | Sim         |
| Grid                            | Não  | Não           | 2   | Não         |
| Hellboy                         | Não  | Não           | 1   | Sim         |
| Hera Venenosa                   | Não  | Não           | Sim | Sim         |
| Lanterna Verde (Hal Jordan)     | Sim  | Sim           | Sim | Sim         |
| Lanterna Verde (Jessica Cruz)   | Não  | Sim           | Não | Não         |
| Lanterna Verde (John Stewart)   | 2    | Sim           | 2   | Sim         |
| Lex Luthor                      | Sim  | Sim           | Não | Não         |
| Lobo                            | 1    | Sim           | Não | Não         |
| Magia                           | Não  | Não           | 1   | Não         |
| Monstro do Pântano              | Não  | Não           | Sim | Sim         |
| Mulher-Gato                     | Sim  | Sim           | Sim | Sim         |
| Mulher-Gavião (Kendra Saunders) | Não  | 2             | Não | Não         |
| Mulher-Gavião (Shiera Sanders)  | Sim  | Sim           | Não | Não         |
| Mulher-Leopardo                 | Não  | Não           | Sim | Não         |
| Mulher Maravilha                | Sim  | Sim           | Sim | Sim         |
| Nevasca                         | Sim  | Sim           | Não | Não         |
| Nuclear                         | Não  | Não           | Sim | Não         |
| Pistoleiro                      | Não  | Sim           | Sim | Sim         |
| Poderosa                        | Não  | Não           | 2   | Sim         |
| Raiden                          | Não  | Não           | 1   | Sim         |
| Raio Negro                      | Não  | Não           | 2   | Sim         |
| Ravena                          | Sim  | Sim           | Não | Não         |
| Robin                           | Não  | Não           | Sim | Sim         |
| Scorpion                        | 1    | Sim           | Não | Não         |
| Senhor Destino                  | Não  | Não           | Sim | Sim         |
| Senhor Frio                     | Não  | Não           | 2   | Não         |
| Shazam                          | Sim  | Sim           | Não | Não         |
| Sinestro                        | Sim  | Sim           | Não | Não         |
| Solomon Grundy                  | Sim  | Sim           | Não | Não         |
| Sub-Zero                        | Não  | Não           | 1   | Sim         |
| Super-Choque                    | Não  | Sim           | Não | Não         |
| Superciborgue                   | Não  | Sim           | Não | Não         |
| Supergirl                       | Não  | Não           | Sim | Sim         |
| Superman                        | Sim  | Sim           | Sim | Sim         |
| Vixen                           | Não  | Não           | 2   | Não         |
| Zatanna                         | 1    | Sim           | Não | Não         |